# Myosorex schalleri
Myosorex schalleri és una espècie de mamífer de la família de les musaranyes (Soricidae) endèmic de la República Democràtica del Congo. El seu hàbitat natural són els montans humits tropicals o subtropicals.